# The spell
The spell is het vijfde studioalbum van The Enid. The Enid zat zonder platencontract en gaf alleen nog maar albums in eigen beheer uit. Na fiasco’s met EMI (zag de band niet meer zitten) en Pye Records (failliet) zagen Godfrey en Stewart alleen nog maar mogelijkheden door alles in eigen hand te houden. Zij werden daarin ondersteund door een fanatieke fanclub The Stand genaamd. The Stand financierde dan ook dit album. Thema van het album is een allegorie in de vorm van de jaargetijden naar het leven van de mens. Los van dit concept staan Elephants never die (over de politieke toestanden zoals staatsgrepen in Zuid-Amerika) en The sentimental side (een huwelijkscadeau voor een vriend, later omgebouwd tot een lied over een familietragedie, de overleden Mark). 
De grotendeels instrumentale muziek is ten opzichte van andere albums nauwelijks gewijzigd, af en toe pompeuze symfonische rock en dan weer kamermuziekpop. Voor de compact disc werd een extra track in de vorm van de The song of Fand (opgenomen in 1979 in een andere samenstelling) gevonden (op andere albums kortweg Fand getiteld).

## Musici
- Robert John Godfrey – synthesizers, zang
- Stephen Stewart – gitaar, synthesizers
- David Storey – slagwerk

## Muziek
| Nr. | Titel                                                                   | Duur |
| --- | ----------------------------------------------------------------------- | ---- |
| 1.  | Winter "The key"                                                        |      |
| 2.  | Spring                                                                  |      |
| 3.  | Summer                                                                  |      |
| 4.  | Autumn "Veni creator spiritus"                                          |      |
| 5.  | Elephants never die                                                     |      |
| 6.  | The sentimental side of Mrs. James (For the family and friends of Mark) |      |
| 7.  | The song of Fand (live)                                                 |      |